# Lytton (Ohio)

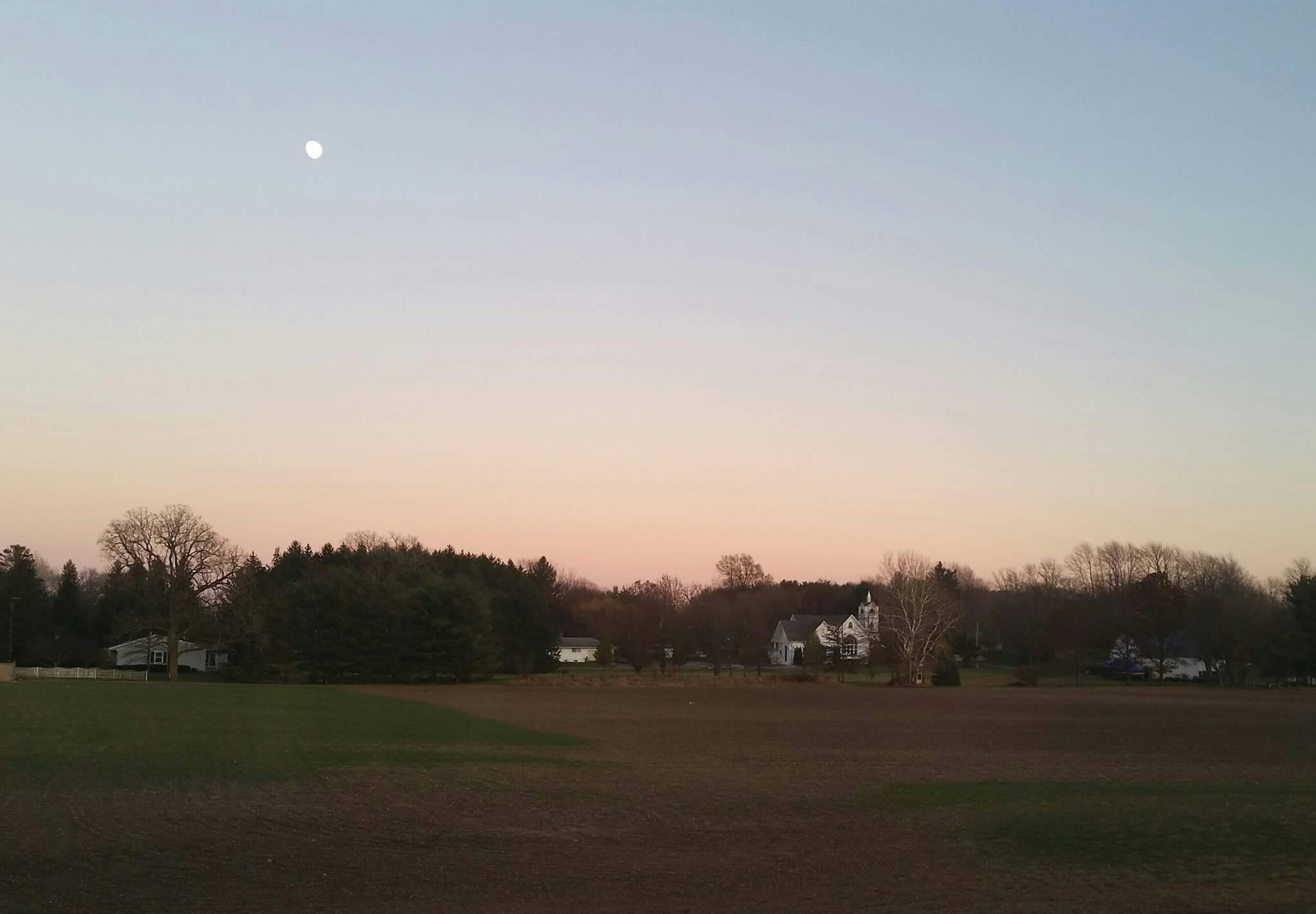
Lytton, Ohio, voltado para o leste, próximo ao anoitecer

Lytton é uma comunidade sem personalidade jurídica do condado de Fulton, no estado americano de Ohio.

## História
Um correio chamado Lyton foi estabelecido em 1893 e permaneceu em operação até 1903. Lytton também tinha uma loja de campo.